# Tauragė (gemeente)
Tauragė is een van de 60 Litouwse gemeenten, in het district Tauragė.
De hoofdplaats is de gelijknamige stad Tauragė. De gemeente telt ongeveer 51.000 inwoners op een oppervlakte van 1179 km².

## Plaatsen in de gemeente
Plaatsen met inwonertal (2001):
- Tauragė – 29 124
- Butkeliai – 2389
- Skaudvilė – 2140
- Lauksargiai – 700
- Žygaičiai – 643
- Adakavas – 617
- Mažonai – 577
- Pagramantis – 564
- Eičiai – 475